# Jordan Fuller
Jordan Fuller (4 marzo 1998) è un giocatore di football americano statunitense che milita nel ruolo di safety per i Carolina Panthers della National Football League (NFL).

## Carriera

### Los Angeles Rams
Fuller al college giocò a football ad Ohio State dal 2016 al 2019. Fu scelto nel corso del sesto giro (199º assoluto) del Draft NFL 2020 dai Los Angeles Rams. Debuttò come titolare nella gara della settimana 1 guidando la squadra con 8 tackle nella vittoria per 20-17 win. Si infortunò a una spalla nella settimana 5 e fu inserito in lista infortunati il 13 ottobre. Tornò nel roster attivo il 14 novembre e nella gara della settimana 11 mise a segno i primi due intercetti in carriera su Tom Brady nella vittoria sui Tampa Bay Buccaneers. La sua stagione da rookie si chiuse con 60 placcaggi e 3 intercetti in 12 presenze, tutte come titolare.

### Carolina Panthers
Il 15 marzo 2024 Fuller firmò un contratto di un anno con i Carolina Panthers.

## Palmarès
- Super Bowl : 1

Los Angeles Rams: LVI
- National Football Conference Championship: 1

Los Angeles Rams: 2021